# Betelnut Beauty
Pour plus de détails, voir Fiche technique et Distribution.
Betelnut Beauty ou De toutes beautés au Canada (chinois traditionnel : 檳榔西施 ; pinyin : Ài Nǐ Ài Wǒ) est un film taïwanais réalisé par Lin Cheng-sheng, sorti en 2001.

## Synopsis
Taipei, aujourd'hui. En difficulté avec sa famille, la jeune Fei-Fei prend la décision de quitter sa mère. Décidée à travailler le plus vite possible, elle commence à vendre des noix de bétel en tenue légère, sur le bord de la route. Elle rencontre alors Feng. Jeune homme désabusé, qui cherche un travail sans véritablement faire d'efforts. Il aimerait travailler sans avoir à se lever tôt le matin, sans même devoir se salir les mains. Ils tombent rapidement amoureux l'un de l'autre.

## Fiche technique
- Titre : Betelnut Beauty
- Titre original : 檳榔西施, Ai ni ai wo
- Réalisation : Lin Cheng-sheng
- Scénario : Lin Cheng-sheng
- Production : Peggy Chiao, Hsu Hsiao-ming, Michael Chiao, Fabienne Vonier et Karen Wu
- Musique : A-Ji
- Photographie : Han Yun-chung
- Montage : Liao Ching-Song
- Décors : Hsia Shao-yu
- Costumes : Wang Yi-shi
- Pays d'origine : Taïwan, France
- Format : Couleurs - 1,85:1 - Dolby Surround - 35 mm
- Genre : Drame, romance
- Durée : 105 minutes
- Dates de sortie : 13 février 2001 (festival du film de Berlin), 20 juin 2001 (France)

## Distribution
- Chang Chen : Feng
- Angelica Lee : Fei-Fei
- Tsai Chen-nan : Ming
- Kao Ming-chun : Guang
- Kelly Kuo : Yili
- Leon Dai : Petit Tigre
- Tsai Chao-yi : Xing
- Sun Yu-hui : La mère de Fei-Fei
- Ko I-chen : Le père de Fei-fei

## Autour du film
- Second film de la série des Contes de la Chine moderne.

## Récompenses
- Prix du meilleur réalisateur et prix de la meilleure Jeune Actrice (Angelica Lee) au Festival de Berlin 2001. Selection officielle au festival de Berlin 2001 (compétition)
- Nomination au prix du meilleur film asiatique lors du Festival international du film de Singapour 2001.